# Ivar III Haraldsson
Ivar III Haraldsson (irlandès: Ímar mac Arailt) (mort el 1054) va ser un cabdill viking, monarca del regne de Dublín al segle xi. Ivar era fill del príncep Harald (irlandès: Aralt) un fill de Amlaíb Cuarán que va morir en la batalla de Glenmama contra els irlandesos liderats per Brian Boru.
Després de l'abdicació del seu oncle Sigtrygg Silkbeard el 1036, el va succeir al tron de Dublín el seu fill Margadant Ragnaldson (irlandès: Echmarcach mac Ragnaill) però Ivar va prendre el poder el 1038. El 1045 els annals citen una expedició a Ulster on moren 300 homes i el seu cabdill Raghnall Ua H Eochadha. Margadant reprèn el poder a l'any següent expulsant Ivar de Dublín.
Ivar mor el 1054 segons els cronistes contemporanis de l'època.